# Réaction en chaîne (film, 1980)
Pour les articles homonymes, voir Réaction en chaîne.
Ne doit pas être confondu avec Réaction en chaîne.
Pour plus de détails, voir Fiche technique et Distribution.
Réaction en chaîne (The Chain Reaction) est un film australien réalisé par Ian Barry, sorti en 1980.

## Synopsis
Un tremblement de terre se produit dans une région quasi inhabitée de l'Australie, mais où se trouve un centre de stockage de matériau radioactif. Heinrich Schmidt, un des ingénieurs du centre, est assez gravement blessé à cette occasion. Par ailleurs, il pense que les dommages subis par le centre sont tels que des fuites radioactives vont polluer les nappes phréatiques sur une zone très étendue. Son patron, quant à lui, ne pense qu'à étouffer l'affaire, au mépris de dizaines de milliers de vies humaines. Schmidt s'enfuit alors du centre de stockage mais, blessé, il ne peut aller très loin et se réfugie dans une forêt proche, où il se rend compte qu'en plus de ses blessures physiques, il commence à souffrir de défaillances de mémoire. Il est secouru par un couple de vacanciers, Larry et Carmel Stilson, à qui il essaye d'expliquer la situation, tandis que son patron a lancé ses sbires pour essayer de le retrouver et de le faire taire.

## Fiche technique
- Titre français : Réaction en chaîne
- Titre original : The Chain Reaction
- Réalisation : Ian Barry
- Scénario : Ian Barry
- Musique : Andrew Thomas Wilson
- Photographie : Russell Boyd
- Montage : Tim Wellburn
- Production : David Elfick
- Sociétés de production : Palm Beach Pictures, Film Victoria & The Australian Film Commission
- Société de distribution : Greater Union Organisation
- Pays :  Australie
- Langue : anglais
- Format : Couleur - Mono - 35 mm - 1.85:1
- Genre : Thriller, Drame
- Durée : 92 min
- Dates de sortie : 
  - Australie : 25 septembre 1980
  - France : 4 février 1981

## Distribution
- Steve Bisley (VF : Gérard Dessalles) : Larry Stilson
- Arna-Maria Winchester (VF : Nita Klein) : Carmel Stilson
- Ross Thompson (VF : Bernard Woringer) : Heinrich Schmidt
- Ralph Cotterill (VF : Jacques Thébault) : Gray
- Hugh Keays-Byrne (VF : Sady Rebbot) : Eagle
- Lorna Lesley (VF : Béatrice Delfe) : Gloria, la serveuse
- Richard Moir : l'officier Pigott
- Patrick Ward : Oates
- Laurie Moran (VF : Georges Atlas) : le sergent McSweeney
- Michael Long (VF : Michel Derain) : le médecin
- Bill McCluskey (VF : René Renot) : Ralph
- Margo Lloyd (VF : Marie Francey) : Molly, la standardiste
- Arthur Sherman (VF : Jean Michaud) : Byron Langley (Rankin en VF)
- Barry Donnelly (VF : Georges Aubert) : l'agent de sécurité
- Mel Gibson : le mécanicien barbu (non crédité)

## Distinctions
- Saturn Award
  - Nomination au Saturn Award du meilleur film international 1983
- Australian Film Institute Awards 1980
  - Nomination au AFI Award de la meilleure actrice dans un second rôle (Lorna Lesley)
  - Nomination au AFI Award de la meilleure photographie
  - Nomination au AFI Award du meilleur montage
  - Nomination au AFI Award des meilleurs costumes
  - Nomination au AFI Award des meilleurs décors
  - Nomination au AFI Award du meilleur son